# Trei lei (monedă românească)
Trei lei a fost o monedă a leului românesc. A fost introdusă în 1963 și a circulat, de jure, până la 31 decembrie 1996.

## Istorie

### Republica Populară Romînă

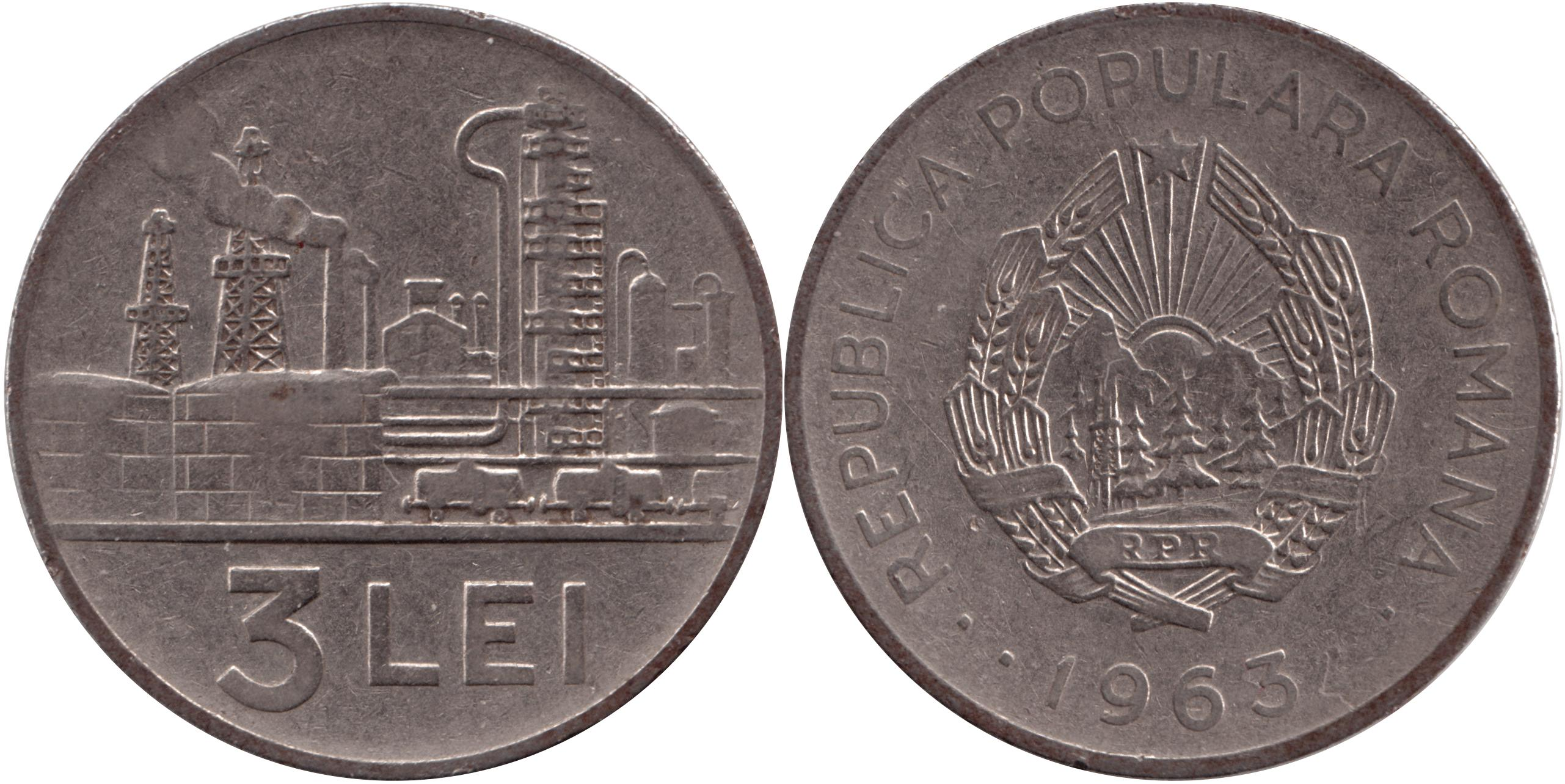
Monedă de 3 lei din 1963

Moneda cu valoarea nominală de 3 lei a fost introdusă prima dată în 1963. Aceasta avea un diametru de 27 mm, o greutate de 5,86 g, o grosime de 1,5 mm, muchia netedă și era compusă din 95% oțel, placat cu 5% nichel. Aversul prezenta stema comunistă a României înconjurată de numele țării, REPUBLICA POPULARA ROMANA și anul emiterii, 1963, iar pe revers o scenă industrială, pe 2/3 din suprafața acestuia, cu o rafinărie de petrol, sonde petroliere și vagoane cisternă; în partea inferioară, pe cei 1/3 rămași, se găsea valoarea nominală, 3 LEI. Gravorul monedei a fost Haralambie Ionescu.
Au fost emise un total de 18.436.000 de monede între 1963 și 1965, toate purtând milenisimul 1963.
Moneda a fost introdusă în circulație începând cu data de 11 martie 1963, împreună cu monedele de 5 bani și 1 leu.

### Republica Socialistă România

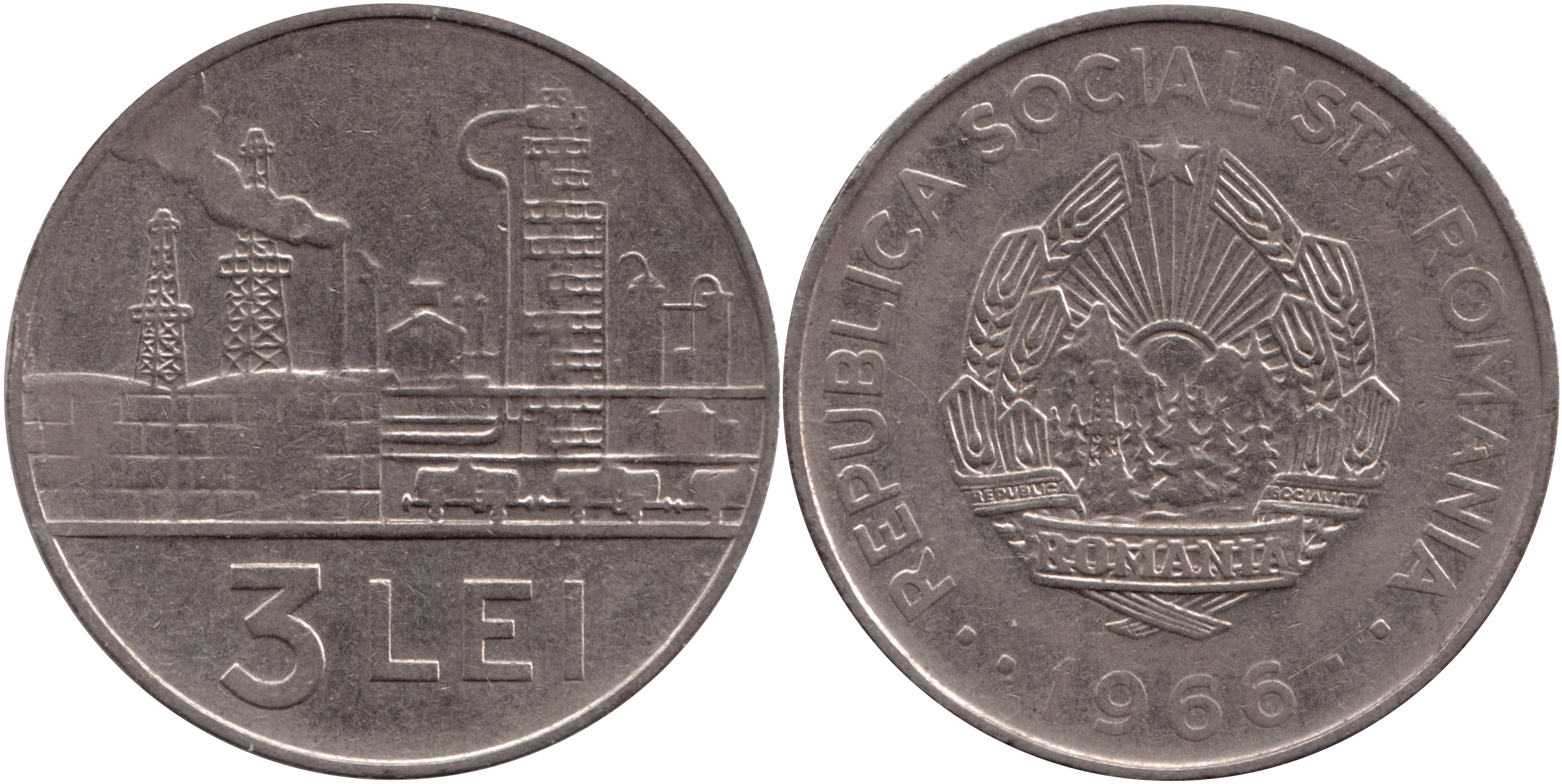
Monedă de 3 lei din 1966

După proclamarea Republicii Socialiste România la 21 august 1965, autoritățile au inițiat actualizarea simbolurilor statului, inclusiv în domeniul monetar. Astfel, la 23 februarie 1967 a fost introdusă în circulație o nouă serie de monede, care includea piesele de 5, 15 și 25 bani, precum și pe cele de 1 și 3 lei, alături de o bancnotă de 5 lei. Monedele păstrau designul și specificațiile tehnice ale emisiunilor anterioare (1960–1963), diferențele constând în actualizarea stemei și a denumirii oficiale a statului, în conformitate cu prevederile noii Constituții din 1965. În cazul monedei de 3 lei, o altă diferență se regăsea la nivelul muchiei: aceasta prezenta o ornamentație formată din două linii ondulate, despărțite de o stea cu cinci colțuri la ambele capete, sub forma ∿∿∿∿∿∿ ★ ∿∿∿∿∿∿ ★. De asemenea, toate piesele au fost datate 1966, indiferent de anul efectiv al emisiunii. Moneda de 3 lei a fost emisă între 1966 și 1968, posibil și în anii următori. În total, au fost puse în circulație 8.477.000 de monede.
Tot în 1966 a fost emisă și o bancnotă de 3 lei, aceasta circulând în paralel cu moneda.
Monedele de trei lei emise în 1963 și 1966 au avut curs legal până la 31 decembrie 1996.